# Verkehrsgemeinschaft Oberallgäu

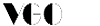
Logo der Verkehrsgemeinschaft Oberallgäu

Die Verkehrsgemeinschaft Oberallgäu (abgekürzt: VG OA oder auch VGOA) ist ein Unternehmensverbund aller Omnibusunternehmen, die in der südlichen Hälfte des Landkreises Oberallgäu Linienverkehre betreiben. Sie wurde 1995 gegründet und koordiniert seither die Fahrpläne der beteiligten Busunternehmer. Anfangs bestand auch ein für alle Mitglieder verbindlicher Gemeinschaftstarif (kilometerbasierter Tarif), heute kommt der Tarif von Mona Allgäu zum Einsatz.
Die VG OA ist keine unabhängige Verbundgesellschaft, sondern basiert auf einem Verbundvertrag zwischen den beteiligten Unternehmen.

## Verkehrsgebiet
Die VG OA umfasst das südliche Gebiet des Landkreises Oberallgäu. Diese Teilung des Landkreises Oberallgäu ist historisch bedingt. Das Verkehrsgebiet der VG OA umfasst exakt den früheren Landkreis Sonthofen, während der nördliche Teil des Landkreises exakt den ehemaligen Landkreis Kempten (Allgäu) und das Stadtgebiet Kempten abdeckt. Es besteht jedoch kein unmittelbarer Zusammenhang mit der Gebietsreform, denn die beiden Alt-Landkreise Kempten und Sonthofen wurden bereits 1973 zum Kreis Oberallgäu vereinigt (also 22 Jahre vor Gründung der VG OA).

## Mitglieder
Die Verkehrsgemeinschaft Oberallgäu besteht aus den folgenden neun Busunternehmen:
|    | Busunternehmen                                                                  | Unternehmenssitz      | Linienkonzessionen                                                                                  |
| -- | ------------------------------------------------------------------------------- | --------------------- | --------------------------------------------------------------------------------------------------- |
| 1. | RBA – Regionalbus Augsburg GmbH                                                 | Augsburg              | Linie 39 Immenstadt – Oberstaufen (+ 64 Immenstadt – Kempten)                                       |
| 2. | Regionalverkehr Allgäu GmbH (RVA, DB Regio Bus, Region Bayern)                  | Oberstdorf            | |
| 3. | Regionalverkehr Oberbayern GmbH (DB Oberbayernbus, DB Regio Bus, Region Bayern) | München               | |
| 4. | Gemeindewerke Oberstdorf                                                        | Oberstdorf            | Ortsbus Oberstdorf                                                                                  |
| 5. | Komm mit – Morent GmbH & Co.KG                                                  | Ofterschwang          | |
| 6. | Reisebüro Alpenvogel GmbH & Co. KG                                              | Sonthofen             | Sonthofen-Burgberg–Blaichach–Gunzesried Säge Schul- & Stadtbus Sonthofen                            |
| 7. | Josef Jörg GmbH                                                                 | Immenstadt-Gnadenberg | vier von sechs Linien des Stadtbus Immenstadt + Line 51 (Ringlinie Immenstadt – Gnadenberg – Akams) |
| 8. | Brutscher-Reisen GmbH                                                           | Oberstdorf            | Linie 9762 (Oberstdorf–Birgsau)                                                                     |
| 9. | Wechs                                                                           | Bad Hindelang         | Linie 50 (Hinterstein–Giebelhaus)                                                                   |

## Weblink
- Informationsseite des Landratsamts zum ÖPNV im Landkreis Oberallgäu